# Heroine (单曲)
《Heroine》（韓語：주인공；中文：主人公）為韓國歌手宣美的第三張個人單曲，此單曲由MakeUS娛樂在2018年1月18日發行。

## 創作背景
1月18日，宣美在首爾江南區舉辦新曲記者會，宣美在記者會中表示此次作品為前作《Gashina》的前傳，而新曲的歌詞並非是她的故事，而是從電影中獲得靈感。

## 發行與排行
1月18日，在《Heroine》釋出音源後，迅速在Melon、Naver Music等韓國7大音樂網站的實時排行榜獲得第一名。

### 發行紀錄
| 單曲        | 日期          | 形式     | 發行公司                       |
| ----------- | ------------- | -------- | ------------------------------ |
| 《Heroine》 | 2018年1月18日 | 數位下載 | MakeUS Entertainment、LOEN娛樂 |

### 排行榜
| 榜單名稱（2018年） | 最高排名 |
| ------------------ | -------- |
| Gaon数字榜         | 2        |
| Gaon每週流動榜     | 14       |
| Gaon單曲下載榜     | 1        |
| Gaon手機排行榜     | 12       |
| Gaon BGM排行榜     | 6        |

## 爭議

### 抄襲爭議
在單曲發行後，網民指出新曲的旋律、造型、音樂錄影帶拍攝技巧涉嫌抄襲英國歌手雪莉·柯爾的作品《為愛而戰》。在爭議引發網民大量討論後，製作人Teddy並未就此事進行回應。1月19日，Teddy與24透過THE BLΛƆK LABEL表示新曲從未參考過引發爭議的那首歌曲，是屬於百分之百的原創作品，此發言引起網友對Teddy的創作感到不滿。